# Dear God
Dear God (br: Deus nos Acuda! / pt: Querido Deus) é um filme de comédia americano distribuido pela Paramount Pictures e lançado em 1996, dirigido por Garry Marshall e protagonizado por Greg Kinnear e Laurie Metcalf.        

## Sinopse
Golpista cai nas garras da lei e é obrigado a trabalhar nos correios, incumbido de responder cartas escritas para figuras fictícias. Ele decide dar golpes nos remetentes, mas seu pagamento é acidentalmente enviado a pessoa que pedira ajuda a Deus. Seus colegas acham que ele quer praticar boas ações e decidem ajudá-lo.  

## Elenco
- Greg Kinnear como Tom Turner
- Larry Miller como Juiz (tribunal de primeira instância)
- Laurie Metcalf como Rebecca Frazen
- Maria Pitillo como Gloria McKinney
- Tim Conway como Herman Dooly
- Hector Elizondo como Vladek Vidov
- Jon Seda como Handsome
- Roscoe Lee Browne como Idris Abraham
- John Pinette como Junior
- Coolio como Gerard
- Toby Huss como Doubting Thomas Minister
- Jack Klugman como Jemi
- Johnny Luckett como Oficial do Tribunal (não creditado)
- Garry Marshall como Preston Sweeney, agente dos correios (não creditado)
- David Hasselhoff como ele mesmo (não creditado)
- Tony Danza ele mesmo (não creditado)
- Christopher Darden ele mesmo (não creditado)
- Cassandra Peterson ela mesmo (não creditado)